# Etixx-Quick Step/2015
Deze pagina geeft een overzicht van de Etixx-Quick Step-wielerploeg in 2015. 

## Algemene gegevens
Sponsors: Etixx, Quick-Step
Algemeen manager: Patrick Lefevere
Ploegleiders: Wilfried Peeters, Davide Bramati, Tom Steels, Rik Van Slycke, Brian Holm, Jan Schaffrath
Fietsmerk: Specialized
Kleding: Vermarc
Kopmannen: Tom Boonen, Michał Kwiatkowski, Niki Terpstra, Tony Martin, Rigoberto Urán, Mark Cavendish

## Transfers
| Inkomend          | Team 2014                   | Uitgaand            | Team 2015           |
| ----------------- | --------------------------- | ------------------- | ------------------- |
| Maxime Bouet      | AG2R La Mondiale            | Thomas De Gendt     | Lotto Soudal        |
| Fabio Sabatini    | Cannondale Pro Cycling Team | Andrew Fenn         | Team Sky            |
| Yves Lampaert     | Topsport Vlaanderen-Baloise | Wout Poels          | Team Sky            |
| David de la Cruz  | Team NetApp-Endura          | Jan Bakelants       | AG2R La Mondiale    |
| Lukasz Wisniowski | Etixx                       | Kevin De Weert      | Team LottoNL-Jumbo  |
|                   |                             | Gert Steegmans      | Trek Factory Racing |
|                   |                             | Serge Pauwels       | MTN-Qhubeka         |
|                   |                             | Alessandro Petacchi | Neri Sottoli-Alé    |

## Renners
| Naam                     | Geboortedatum | Nationaliteit       | Ploeg 2014                  |
| ------------------------ | ------------- | ------------------- | --------------------------- |
| Julian Alaphilippe       | 11-06-1992    | Frankrijk           |                             |
| Tom Boonen               | 15-10-1980    | België              |                             |
| Maxime Bouet             | 03-11-1986    | Frankrijk           | AG2R La Mondiale            |
| Gianluca Brambilla       | 22-08-1987    | Italië              |                             |
| Mark Cavendish           | 21-05-1985    | Verenigd Koninkrijk |                             |
| David de la Cruz         | 06-05-1989    | Spanje              | Team NetApp-Endura          |
| Michał Gołaś             | 29-04-1984    | Polen               |                             |
| Iljo Keisse              | 21-12-1982    | België              |                             |
| Michał Kwiatkowski       | 02-06-1990    | Polen               |                             |
| Yves Lampaert            | 10-04-1991    | België              | Topsport Vlaanderen-Baloise |
| Nikolas Maes             | 09-04-1986    | België              |                             |
| Tony Martin              | 23-04-1985    | Duitsland           |                             |
| Gianni Meersman          | 05-12-1985    | België              |                             |
| Mark Renshaw             | 22-10-1982    | Australië           |                             |
| Fabio Sabatini           | 18-02-1985    | Italië              | Cannondale Pro Cycling Team |
| Pieter Serry             | 21-11-1988    | België              |                             |
| Zdeněk Štybar            | 11-12-1985    | Tsjechië            |                             |
| Niki Terpstra            | 18-05-1984    | Nederland           |                             |
| Matteo Trentin           | 02-08-1989    | Italië              |                             |
| Rigoberto Urán           | 26-01-1987    | Colombia            |                             |
| Petr Vakoc               | 11-07-1992    | Tsjechië            |                             |
| Stijn Vandenbergh        | 25-04-1984    | België              |                             |
| Guillaume Van Keirsbulck | 14-02-1991    | België              |                             |
| Martin Velits            | 21-02-1985    | Slowakije           |                             |
| Julien Vermote           | 26-07-1989    | België              |                             |
| Carlos Verona            | 04-11-1992    | Spanje              |                             |
| Lukasz Wisniowski        | 07-12-1991    | Polen               | Etixx                       |

## Overwinningen
Ronde van San Luis
7e etappe: Mark Cavendish
Cadel Evans Great Ocean Road Race
Winnaar: Gianni Meersman
Ronde van Dubai
1e etappe: Mark Cavendish
4e etappe: Mark Cavendish
Eindklassement: Mark Cavendish
Puntenklassement: Mark Cavendish
Ronde van Qatar
3e etappe (tijdrit): Niki Terpstra
Eindklassement: Niki Terpstra
Clásica de Almería
Winnaar: Mark Cavendish
Ronde van de Algarve
1e etappe: Gianni Meersman
3e etappe (tijdrit): Tony Martin
Kuurne-Brussel-Kuurne
Winnaar: Mark Cavendish
Strade Bianche
Winnaar: Zdeněk Štybar
Driedaagse van West-Vlaanderen
1e etappe: Yves Lampaert
Eindklassement: Yves Lampaert
Puntenklassement: Yves Lampaert
Ploegenklassement
Parijs-Nice
Proloog: Michał Kwiatkowski
Handzame Classic
Winnaar: Gianni Meersman
Ronde van Zeeland Seaports
Winnaar: Iljo Keisse
Amstel Gold Race
Winnaar: Michał Kwiatkowski
Ronde van Turkije
1e etappe: Mark Cavendish
2e etappe: Mark Cavendish
7e etappe: Mark Cavendish
Ronde van Romandië
6e etappe (ITT): Tony Martin
Ronde van Californië
1e etappe: Mark Cavendish
2e etappe: Mark Cavendisch
5e etappe: Mark Cavendish
7e etappe: Julian Alaphilippe
8e etappe: Mark Cavendish
Ronde van België
1e etappe: Tom Boonen
Puntenklassement: Tom Boonen
Ronde van Italië
21e etappe: Iljo Keisse
Ronde van Keulen
Winnaar: Tom Boonen
Nationaal kampioenschap
Colombia - Tijdrit: Rigoberto Urán
Duitsland - Tijdrit: Tony Martin
Nederland - Wegrit: Niki Terpstra
Tsjechië - Wegrit: Petr Vakoč
Ronde van Frankrijk
4e etappe: Tony Martin
6e etappe: Zdeněk Štybar
7e etappe: Mark Cavendish
Ronde van Wallonië
1e etappe: Niki Terpstra
Eindklassement: Niki Terpstra
Eneco Tour
3e etappe: Tom Boonen
Ronde van Tsjechië
1e etappe: Ploegentijdrit
2e etappe: Fernando Gaviria
4e etappe: Zdeněk Štybar
Eindklassement: Petr Vakoč
Puntenklassement: Zdeněk Štybar
Ronde van Poitou-Charentes
2e etappe: Matteo Trentin
4e etappe: Matteo Trentin
Eindklassement: Tony Martin
Ronde van Groot-Brittannië
2e etappe: Petr Vakoč
4e etappe: Fernando Gaviria
6e etappe: Matteo Trentin
Grote Prijs van Quebec
Winnaar: Rigoberto Urán
Kampioenschap van Vlaanderen
Winnaar: Michał Gołaś
Münsterland Giro
Winnaar: Tom Boonen
Parijs-Tours
Winnaar: Matteo Trentin
Mannen:   2003 · 2004 · 2005 · 2006 · 2007 · 2008 · 2009 · 2010 · 2011 · 2012 · 2013 · 2014 · 2015 · 2016 · 2017 · 2018 · 2019 · 2020 · 2021 · 2022 · 2023 · 2024 · 2025
Vrouwen:   2019 · 2020 · 2021 · 2022 · 2023 · 2024 · 2025
AG2R-La Mondiale · Astana Pro Team · BMC Racing Team · Team Cannondale-Garmin · Etixx-Quick Step · FDJ · Team Giant-Alpecin · IAM Cycling · Katjoesja · Lampre-Merida · Team LottoNL-Jumbo · Lotto Soudal · Movistar Team · Orica GreenEDGE · Team Sky · Tinkoff-Saxo · Trek Factory Racing